# Scapholeberis rammneri
Scapholeberis rammneri är en kräftdjursart som beskrevs av Dumont och Pensaert 1983. Scapholeberis rammneri ingår i släktet Scapholeberis och familjen Daphniidae. Inga underarter finns listade i Catalogue of Life.